# روزالی برادفورد
روزالی برادفورد (به انگلیسی: Rosalie Bradford) (زادهٔ ۱۹۴۳ - درگذشت ۲۹ نوامبر ۲۰۰۶) سنگین وزن‌ترین زن جهان که نامش در کتاب رکوردهای گینس نیز ثبت شده‌است.
سال‌ها پیش، زمانی که برادفورد به علت وزن بسیار زیادش خودکشی کرد، یکی از دوستانش برای ریچارد سیمونز (Richard Simmons)، از مربیان ورزش مشهور، نامه نوشت و مشکل برادفورد را برای او مطرح کرد، سیمونز نیز پذیرفت که تمرین ورزش را با او آغاز کند.
آشنایی با سیمونز برای برادفورد آغاز مبارزه‌ای علیه بیماری چاقی مفرط و اعتیادش به خوردن غذا بود. در وب‌گاه برادفورد، حداکثر وزن او بیش از ۱۲۰۰ پوند (حدود ۵۴۴ کیلوگرم) ثبت شده‌است.